# Liviu Malița
Liviu Malița (n. 27 martie 1959, Apateu, județul Arad) este un  critic și istoric literar român.

## Biografie
A absolvit Facultatea de Filologie a Universității „Babeș-Bolyai” din Cluj în  1986. Face parte din gruparea echinoxistă. A lucrat ca profesor cinci ani la Liceul Energetic din Deva (1986-1990), redactor și secretar general de redacție la revista „Apostrof” din Cluj (1990-1991), iar apoi cercetător la Centrul de Studii Transilvane din Cluj. Din 1994 devine lector la Facultatea de Litere din Cluj, în prezent fiind conferențiar la Facultatea de Teatru și Televiziune a Universității „Babeș-Bolyai”, precum și decan al aceleiași facultăți. Doctor în litere cu teza Poetica romanului rebrenian. O lectură psiho-critică (1999). Între anii 1997-2000 a fost consilier teritorial șef al Inspectoratului pentru Cultură al județului Cluj. Debut absolut cu critică literară în almanahul „Aradul literar” (1982). Debutează editorial în volumul colectiv Portret de grup cu Ioana Em. Petrescu, apărut la Editura Dacia în 1991.

## Lucrări publicate

### Volume
- Eu, scriitorul. Condiția omului de litere din Ardeal între cele două războaie, Cluj, Fundația Culturală Română, Centrul de Studii Transilvane, 1997
- Alt Rebreanu, Cluj, Editura Cartimpex, 2000
- Nicolae Breban, micromonografie, Brașov, Editura Aula, 2001
- Ceausescu, critic literar, Bucuresti; Editura Vremea, 2007
- Extremele artei, Cluj-Napoca, Sccent, 2010
- Literatura eretică, micromonografie, Brașov, Editura Cartea Românească, 2016
- Cenzura pe înțelesul cenzuraților , Tracus Arte, 2016

### Ediții
- Liviu Rebreanu, Crăișorul Horia, Cluj, Editura Cartimpex, 1998
- Ludovica Rebreanu, Adio până la a doua venire. Epistolar matern, Cluj, Biblioteca Apostrof, 1998
- Cenzura în teatru. Documente. 1948-1989, Cluj, Editura Fundației pentru Studii Europene, 2006

### Volume colective
- Viața teatrală în și după comunism, Cluj, Editura Fundației pentru Studii Europene, 2006 (coordonator)

## Afilieri
- Membru al Uniunii Scriitorilor din România

## Premii
- Premiul Filialei din Cluj a Uniunii Scriitorilor (2006)